# Dasing
Dasing est une commune de Bavière (Allemagne) de 5 361 habitants, située dans l'arrondissement d'Aichach-Friedberg.

## Quartiers
| - Bitzenhofen - Dasing - Heimat - Hinterholz - Hohleneich - Kreit - Laimering | - Latzenhausen - Lindl - Malzhausen - Neulwirth - Oberzell - Rieden | - Sankt Franziskus - Taiting - Tattenhausen - Unterzell - Wessiszell - Zieglbach |

## Personnalités liées à la commune
- Beda Mayr (1742-1797), prieur né à Taiting.